# 徐希明
徐希明（16世紀—1599年），字允升，號鳳山，浙江紹興府上虞縣人，明朝政治人物。

## 生平
徐希明是嘉靖四十年（1561年）辛酉科副貢，四十三年（1564年）甲子科浙江鄉試舉人，授攸縣知縣，丈量田賦、釐清地界，悉心修繕學宮社倉舖遞橋梁，並纂寫地方志，歷官安慶、寧國通判都有善政；陞蘄州知州，和判官陳策協力防禦荒年盜寇，呈上《救荒十議》給朝廷，又在湘江中石磯建立浮玉亭讓商船躲避，再陞蘇州同知，平易近人，人們都敬愛他，有傳吳人圖謀不軌者，上級下令從嚴處理，他力圖辨白保全甚多，轉補興化同知，勤於民事、尊崇儒術，多為名士出其門下，在任內去世，著有《宦游吹塤》等集流傳。

## 家族
祖父徐文彪，正德舉賢良、應縣知縣；父徐子麟，嘉靖三十一年貢生、朝城訓導；孫徐一掄，天啟四年舉人、保山知縣。

## 引用
1. 1 2 3  光緒《上虞縣志校續·卷九·人物》：徐文彪，字望之，號雙溪……正德初舉賢良，有司以文彪應邑令……（子）子麟，字世亨，嗣從父文卿……嘉靖壬子以貢任朝城訓導……子麟子希明，字允升 案備稿云通志作允淳誤，嘉靖甲子舉人 選舉表辛酉副貢，初任攸縣，以諭俗膚言教民，民咸化之，時吏部鄒元標以言事謫戍貴陽，懼禍者皆避匿，希明獨迎勞之，人高其義；倅［通判］安慶、寧國皆有善政，守蘄州條《救荒十議》 康熙志云討滅叛寇有武功，見《崇信錄》，陞蘇州府同知，和易近人，人皆親愛，有傳吳人謀不軌者，大吏下教亟誅反者，希明力白無他保全甚多，補興化力繩陸兵以法，勤民事、崇儒術，出其門者多名士，卒於官 萬厯志，居家孝友，克紹祖烈，著有《宦游吹塤》等集 康熙志，鄒元標撰墓碑治術具諭，俗膚言中閩楚人稟之為公令，子五孫七皆名諸生 希明孫一掄，原名廷英，字英度，以詩經領天啟甲子鄉薦，任雲南保山縣……
2. ↑  同治《攸縣志·卷三十八·政績》：徐希明，浙江上虞舉人，萬厯中知攸縣，蒞任數載，丈田清賦、釐江西田界，貧者無無田之糧，豪民無無糧之田，學宮社倉舖遞橋梁悉心創舉，纂修縣志，所撰著具有條理，祀名宦。
3. ↑  乾隆《蘄州志·卷七·職官志》：徐希明，上虞人，由鄉舉知州事，時值歲歉，梅盜遍州境，明同判官陳策協力防禦，民賴以安，又蘄江中石磯每為商舶患，為築磯建亭於上，名曰浮玉，望者知所趨避，今為文昌閣基。